# Gutedan
Gutedan är en sjö i Bergs kommun i Härjedalen och ingår i Ljungans huvudavrinningsområde. Sjön har en area på 0,0561 kvadratkilometer och ligger 524,7 meter över havet. Gutedan ligger i Sölvbacka strömmar Natura 2000-område. Sjön avvattnas av vattendraget Ljungan.

## Delavrinningsområde
Gutedan ingår i det delavrinningsområde (696660-137165) som SMHI kallar för Utloppet av Gutedan. Medelhöjden är 589 meter över havet och ytan är 1,94 kvadratkilometer. Räknas de 147 avrinningsområdena uppströms in blir den ackumulerade arean 989,44 kvadratkilometer. Avrinningsområdets utflöde Ljungan mynnar i havet. Avrinningsområdet består mestadels av skog (97 procent). Avrinningsområdet har 0,06 kvadratkilometer vattenytor vilket ger det en sjöprocent på 2,8 procent.